# Alfred von Sponer
Alfred von Sponer   (Viena, 26 de novembre de 1870 - 1945) fou un músic austríac.
Feu els estudis en el Conservatori de Berlín. El 1898 assumí la direcció de l'Institut Musical de Max Katzsh, de Leipzig, que des de 1910 porta el seu nom.
Va compondre molta música de cambra, lieder, el cor Weihe der Nacht, una simfonia i nombroses peces i estudis per a piano i violí.